# Temiyang
Temiyang is een bestuurslaag in het regentschap Indramayu van de provincie West-Java, Indonesië. Temiyang telt 8358 inwoners (volkstelling 2010).